# The Great Leap; Until Death Do Us Part
The Great Leap; Until Death Do Us Part er en amerikansk stumfilm fra 1914 af Christy Cabanne.

## Medvirkende
- Mae Marsh som Mary Gibbs
- Robert Harron som Bobby Dawson
- Ralph Lewis
- Eagle Eye
- Donald Crisp